# ماثيو جارفيس (لاعب الرغبي)
ماثيو جارفيس (بالإنجليزية: Matthew Jarvis)‏ هو لاعب الرغبي ‏ بريطاني، ولد في 25 أغسطس 1990 في نيث ‏ في المملكة المتحدة.